# Pedroso (Pontevedra)
Pedroso (oficialmente San Xiao de Pedroso) es una parroquia española del municipio de Rodeiro, perteneciente a la provincia de Pontevedra, en la comunidad autónoma de Galicia.

## Historia
Hacia mediados del siglo XIX, la parroquia, ya por entonces perteneciente a Rodeiro, tenía contabilizada una población de cien habitantes. Aparece descrita en el duodécimo volumen del Diccionario geográfico-estadístico-histórico de España y sus posesiones de Ultramar de Pascual Madoz con las siguientes palabras:

PEDROSO (San Julian): felig. en la prov. de Pontevedra (11 leg.), part. jud. de Lalin (1 1/2), dióc. de Lugo, ayunt. de Rodeiro. sit. á la der. del r. Arnego: el clima es frio, pero saludable. Comprende las ald. de Iglesia, Lajes, Pazos y Penela que reunen 21 casas. La igl. parr. (San Julian) se halla servida por un cura de provision en concurso. Confina el térm. con dicho r. sobre el cual hay un puente de madera, y con las parr. de Guillar al NE. y Pescoso al S. El terreno participa de monte y llano. prod.: maiz, centeno, patatas, legumbres, castañas, maderas y pastos; hay caza mayor y menor, animales dañinos y pesca de diferentes especies. pobl.: 21 vec., 100 alm. contr.: con su ayuntamiento (V.).
(Madoz, 1849, pp. 751-752)

En 2023, tenía empadronados 79 habitantes.